# 坂本平三
坂本 平三（さかもと へいぞう、生年不詳 - 慶応4年1月6日（1868年1月30日））は、新選組隊士。局長附。
慶応3年（1867年）10月頃の江戸における隊士募集に応じ入隊。横倉甚五郎の名簿に局長附とある。
翌4年（1868年）1月3日から始まった鳥羽・伏見の戦いを経て、1月6日、橋本の戦いで戦死。御香宮神社の名簿に名がある。